# グレゴリオ暦

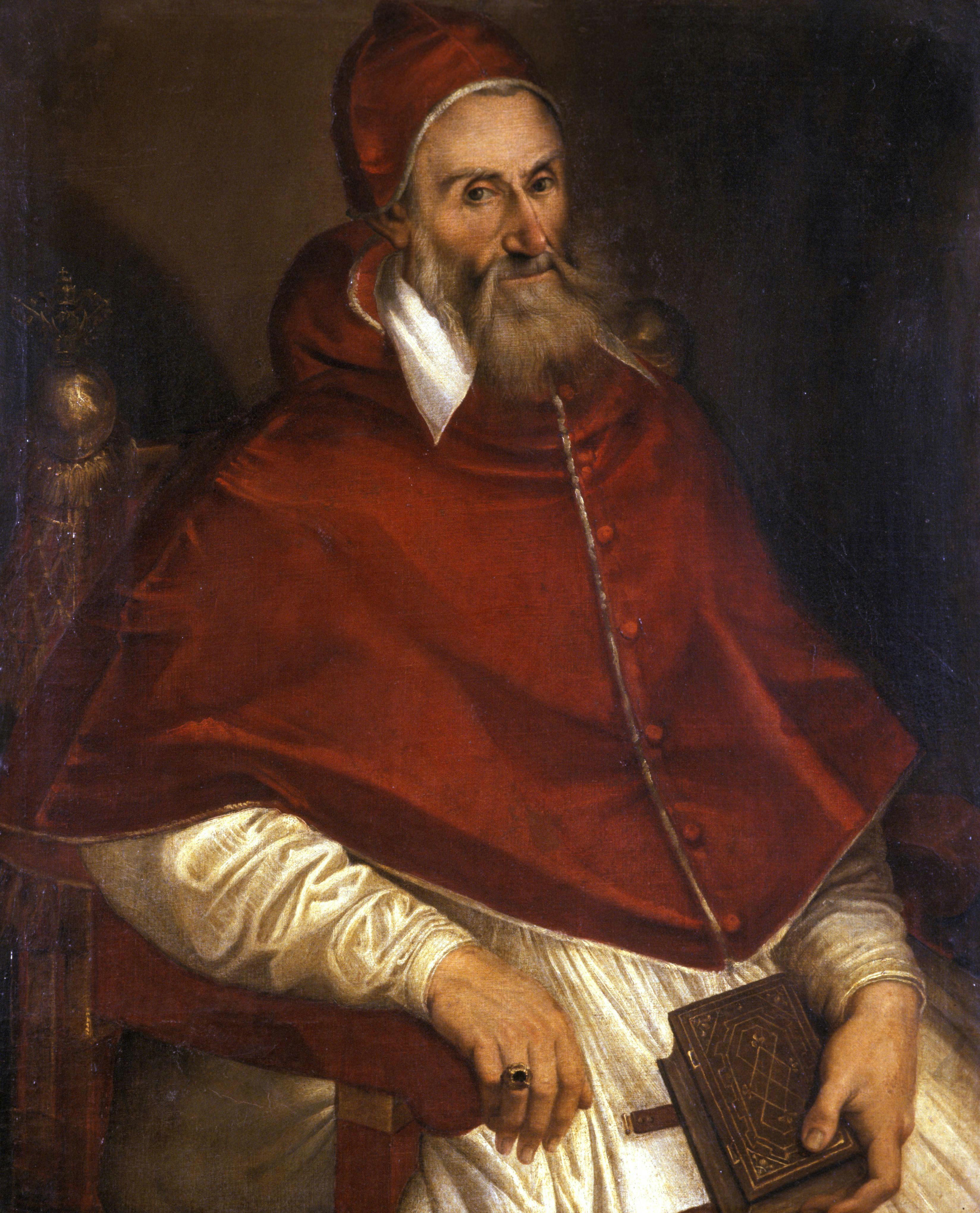
グレゴリウス13世

グレゴリオ暦（グレゴリオれき、羅: Calendarium Gregorianum、伊: Calendario gregoriano、英: Gregorian calendar）は、ローマ教皇グレゴリウス13世がユリウス暦の改良を命じ、1582年10月15日金曜日（グレゴリオ暦）から行用されている暦法である。
グレゴリオ暦は、現行太陽暦として日本を含む世界各国で用いられており、グレゴリオ暦を導入した地域では、ユリウス暦（旧暦）に対比して新暦（ラテン語: Ornatus）と呼ばれる場合もある。紀年法はキリスト紀元（西暦）を用いる。
グレゴリオ暦の本質は、平年では1年を365日とするが、400年間に（100回ではなく）97回の閏年を置いてその年を366日とすることにより、400年間における1年の平均日数を 365日 + (97/400)日 = 365.2425日（365日5時間49分12秒）とすることである。この平均日数365.2425日は、実際に観測で求められる平均太陽年（回帰年）の365.242189572日（2013年年央値）に比べて約26.821秒長いだけであり、ユリウス暦に比べると格段に精度が向上した。

## 制定に至る背景
キリスト教徒にとって復活祭は特に重要な祝祭日である。新約聖書において、イエス・キリストの処刑と復活の記事は、太陰太陽暦であるユダヤ暦に基づいて記述されており、イエスの処刑日はユダヤ教の過越しの日の前日すなわちニサン月14日（ヨハネによる福音書）または過越祭第一日目の同月15日（共観福音書）とある。このユダヤ暦ニサン月は春分の頃に来る太陰月であり、メソポタミア文明の暦においては伝統的に正月（新年）とされていたものである。
ローマ帝国領では紀元前45年にユリウス・カエサルによって制定された太陽暦であるユリウス暦を採用していたため、ローマ帝国領に住むキリスト教徒には復活祭をいつ祝うかが問題となった。初期の教会ではさまざまな方法が採用されており、ユダヤ暦に従ってニサン月15日に祝う教会や、曜日を重視してニサン月14日の直後の日曜日を復活日とする教会もあった。
他方で、エジプト暦の伝統を持つアレクサンドリアの教会では、ディオクレティアヌス紀元、コプト暦およびメトン周期を用いて季節（太陽年）と月齢（太陰月日）を独自に計算した。季節と月齢を合わせる基準日を設け、そこからメトン周期を用いて太陰年と太陽年の差を修正しながら各年の「ほぼ同じ季節に該当する太陰月日（同じ月齢の日）」を計算していけば、擬似的な太陰太陽暦を編纂するのと実質的に同じことができるのである。この方法をコンプトゥスという。ユダヤ暦ニサン月は春分の頃に訪れる太陰月であるから、春分日を基準とし、アレクサンドリア教会では春分後最初の太陰月14日のすぐ後の日曜日を復活日とした。
しかし、初期からユリウス暦と実際の太陽年のずれが問題になった。ユリウス暦は暦年の平均日数を365.25日とするが、実際の太陽年は約365.24219日であるから、春分日が毎年ずれていくのである。実際、ローマ帝国ではユリウス暦施行間もない頃から3月25日を春分日とする慣習があったが、4世紀の段階で天文学的な春分日は3月21日ごろとなっており、第一次ニケーア公会議では「ユリウス暦3月21日の後、最初の太陰月14日のすぐ後の日曜日を復活日」を復活祭期日とした。
このような経緯で復活祭日が定められたが、結局後年にはユリウス暦と太陽年のずれが問題視された。イングランドの教会博士であったベーダ・ヴェネラビリスは、725年にはユリウス暦にはずれがあり、それはすでに3日間以上になっていること、このずれは今後拡大すると指摘している。
さらにメトン周期もわずかに朔望月（太陰月）とずれているため、310年ごとに1日の誤差が蓄積されていた。13世紀のロジャー・ベーコンは、ずれは7日間から8日間に及んでいると推定し、ダンテ・アリギエーリもユリウス暦の改定の必要性を説いている。
また、復活祭日が太陰月日（月齢）に準拠する方法で定められていると、ユリウス暦3月21日の月齢次第で、復活祭日の季節が１ヶ月前後してしまうという問題が生じた。
16世紀後半になると3月21日の春分日は実際の春分日から10日間弱ものずれが生じていた。ローマ・カトリック教会は改暦委員会に暦法改正を委託した。この改暦は対抗宗教改革の一環としてなされたものであって、改暦に関しては賛成・反対の立場から大きな論争となった。

## ユリウス暦によるずれ
1582年10月4日まで用いられていたユリウス暦では、平年は1年を365日とし、4年ごとに置く閏年を366日とし、これによって平均年を365.25日としていた。
( 365 + 1/4 )日 = 365.25（日）……1年間の平均日数（平均年）= 365日6時間 = 正確に31557600秒
しかし、平均太陽年、つまり実際に地球が太陽の周りを1周する平均日数は、365日5時間48分45.179秒 = 31556925.179秒 = 約365.242189572日（2013年年央）である。したがって、ユリウス暦の1年は、実際の1太陽年に比べて、365.25日 − 約365.2422日 = 約0.0078日（約11分15秒）長い。このずれは下記の計算のとおり、約128年で1日になる。
ユリウス暦は、その制定当時の天文観測水準を考えればかなりの精度だったが、千数百年も暦の運用が続くと、天文現象の発生日時と暦の上の日付の乖離は無視できないものとなり、16世紀末に10日ものずれが生じていた。
31557600秒/年 − 31556925.179秒/年 = 674.821秒/年 = 11分14.821秒/年 …… 1年ごとのずれ
86400秒/日（= 1日）÷ 674.821秒/年 = 128.03年 …… 1日のずれが生じる年数
なお、上記の計算は2013年時点でのものであり、グレゴリオ改暦が議論された16世紀半ばの計算とは差異がある。

## 改暦委員会と改暦案の提案
ユリウス暦による春分日のずれを、ローマ・カトリック教会としても無視できなくなり、第5ラテラン公会議（1512-1517）において改暦が検討された。このときフォッソンブローネ司教のミデルブルフのパウル(en:Paul of Middelburg）（1446-1534）は、コペルニクスを含めてヨーロッパ中の学者に意見を求めた。しかし、コペルニクスは「太陽年の長さの精度は不十分であり、改暦は時期尚早である」と返答した。コペルニクスは彼の主著「天球の回転について」の序文でこのことを明記している。
次に、トリエント公会議（1545年 - 1563年）において、実際の春分日を第1ニカイア公会議の頃の3月21日（つまり修正すべきユリウス暦のずれの蓄積は公会議開催の325年からの約1240年間分にあたる約9.6日間で、これを10日のずれと見なした）に戻すため、教皇庁に暦法改正を委託した。時の教皇グレゴリウス13世は、これを受けて1579年にシルレト枢機卿を中心とする改暦委員会を発足させ、暦法の研究を始めさせた。この委員会のメンバーには、最初の改暦案を考案した天文学者のアロイシウス・リリウスの弟であるアントニウス・リリウス（Antonio Lilio）や数学者クリストファー・クラヴィウスらが含まれていた。

### 暦改正の新しい原理の大要
アロイシウス・リリウスの提出した原稿そのものは残されていない。委員会は1577年にCompendium novae rationis restituendi kalendarium（Compendium of the New Plan for Restoring the Calendar: 暦改正の新しい原理の大要）という24ページの冊子を刊行した。この冊子も長い間、失われたと考えられていた。しかし、1981年10月に歴史家のゴードン・モイアー (Gordon Moyer) が発見した。モイアーは最初、Biblioteca Nazionale Centrale di Firenze（フィレンツェ国立中央図書館）で発見し、その後、バチカン図書館、シエーナのイントロナティ市立図書館（Biblioteca Comunale degli Intronati de Siena）でも発見した。さらに、Polytechnic Institute of New YorkのThomas B. Settle も1975年に フィレンツェのBiblioteca Marucelliana とフィレンツェ国立中央図書館で同じ冊子を発見していたことが分かり、少なくとも7冊が現存していることが明らかになった
この冊子によると、アロイシウスは1252年に書かれたアルフォンソ天文表における365日5時間49分16秒 = 365.242 5463日を採用し、改暦案を考案した。しかし、アロイシウスは1576年に死亡しており、その年に実際に案を委員会に提出したのは弟のアントニウス・リリウス（Antonio Lilio）である。

### ずれ修正の二つの提案
ユリウス暦の約1240年間の運用により蓄積された約10日間のずれをどのように修正するかについては、次の2案が委員会に提出された。
- 第1案：1584年以降の40年間にわたって、閏日を設けない。

40年 ÷ 4年 ＝ 10 (日) であるから、これによって、10日間だけ暦を進めることができる。
- 第2案：1582年の最も適当な月に10日間を省く。

結局、委員会は、第2案を採用したのである。

### どの月から10日間を省くか
10日間を省く月を1582年の10月にしたことについて、クラヴィウスは、「単に10月が宗教典礼日（religious observance）が最も少ない月であり、教会への影響が最小だからだ」と説明している。

## 改暦の実施
改暦委員会の作業の末に完成した新しい暦は1582年2月24日にグレゴリウス13世の教皇勅書として発布された。この勅書は、「最も重要な関心事の中でも」から始まるので、“最も重要な関心事”と称される。
この勅書は、ユリウス暦1582年10月4日木曜日の翌日を、曜日を連続させながらグレゴリオ暦1582年10月15日金曜日とすることを定め、その通りに実施された。
| 適用の暦     | 年月日         | 曜日   | 0時（世界時）の ユリウス日 |
| ------------ | -------------- | ------ | -------------------------- |
| ユリウス暦   | 1582年10月03日 | 水曜日 | 2299158.5                  |
| ユリウス暦   | 1582年10月04日 | 木曜日 | 2299159.5                  |
| グレゴリオ暦 | 1582年10月15日 | 金曜日 | 2299160.5                  |
| グレゴリオ暦 | 1582年10月16日 | 土曜日 | 2299161.5                  |

ただし、イタリア、スペイン、ポルトガル以外のヨーロッパの国々での導入は遅れた。

## 暦法
グレゴリオ改暦が議論され始めていた1560年ごろには、平均太陽年は、約365.2422日であることが知られていた。（365.25日 − 365.2422日）× 400年 = 3.12日/400年 であるから、ユリウス暦における置閏法（400年間で100回の閏年）に比べて400年間に3回の閏年を省けば、かなりよい近似となることが分かる。このため、グレゴリオ暦では、400年間に、97回 (= 100 − 3) の閏年を置くこととして、1年の平均日数を365.2425日 = 365日5時間49分12秒 = 正確に31556952秒 とした。
365日 + 97/400 = 365.2425（日/年）…… グレゴリオ暦による1年の平均日数
なお、400年間の日数は、365.2425 × 400 = 146 097日であり、これは7で割り切れる（146097 ÷ 7 = 20871週）ので、グレゴリオ暦は、曜日も含めて400年周期の暦である。
| 暦法         | 閏年  | 平年  | 合計  |
| ------------ | ----- | ----- | ----- |
| ユリウス暦   | 100回 | 300回 | 400回 |
| グレゴリオ暦 | 97回  | 303回 | 400回 |

400年間に3回の閏年を省くには様々な方法があり得るが、3回の平年がなるべく均等に分布すること、わかりやすく記憶しやすいことを考慮して、「西暦紀元（西暦）の年数が、100で割り切れるが400では割り切れない年は、平年とする。これ以外の年では、西暦年数が4で割り切れる年は閏年とする。」というルールが採用された。
100で割り切れる年は400年間に4回あるが、400で割り切れる年は400年間に1回だけである。以上のルールによって、ユリウス暦では閏年になる3回分の年を、グレゴリオ暦では平年とすることができるのである。
100で割り切れる年のうち、西暦1600年・2000年・2400年は400で割り切れるので、これらの年は閏年のままである。しかし、西暦1700年・1800年・1900年・2100年・2200年・2300年・2500年・2600年・2700年は400で割り切れないので、これらの年は平年となる。
| 西暦年                 | 平閏の区分 | 備考              |
| ---------------------- | ---------- | ----------------- |
| 1600年・2000年・2400年 | 閏年       | 400で割り切れる年 |
| 1700年・2100年・2500年 | 平年       |                   |
| 1800年・2200年・2600年 | 平年       |                   |
| 1900年・2300年・2700年 | 平年       |                   |

平年および閏年のそれぞれにおける各月の日数は、グレゴリオ暦でもユリウス暦と同じである。すなわち、1月・3月・5月・7月・8月・10月・12月は31日、4月・6月・9月・11月は30日、2月は平年が28日、閏年は29日である。

### 先発グレゴリオ暦とユリウス暦
上記の暦法（グレゴリオ暦）を1582年以前に遡って適用すると、200年3月1日から300年2月28日までは、ユリウス暦と同じ日付となる（ユリウス通日も参照）。これは以下の経緯による。
1. 「制定に至る背景」の節にあるように、第1ニカイア公会議にて、春分日たるユリウス暦3月21日直後の太陰月14日の直後の日曜日を、復活祭とすることが決定された。
2. しかし、ユリウス暦1582年には、ユリウス暦の精度があまり良くなかったことによって、春分日とユリウス暦3月21日の間に約10日の差が生じており、ユリウス暦の使用を続ければ、西暦1583年に含まれる春分日もまた、3月21日ではなくなってしまう。
3. 西暦1582年10月15日（グレゴリオ暦）に上記の暦法が導入されたことで、西暦1583年からは3月21日と春分日とが基本的に一致するようになり[注釈 6]、第1ニカイア公会議での決定と矛盾しなくなった。
4. その結果として、ユリウス暦と1582年以前に遡って適用されたグレゴリオ暦（先発グレゴリオ暦）の日付が、200年3月1日から300年2月28日にかけて、たまたま一致する。

## 精度
下記のようにグレゴリオ暦での平均の1年（365.2425日）は、実際に観測される平均太陽年（2013年年央）に比べて約26.821秒（= 約0.000310428日）だけ長い。このずれは約3221年かけて1日に達する。
365 .2425日/年 × 86400秒/日 = 31556952秒/年
31556952秒/年 − 31556925.179秒/年 = 26.821秒/年 …… 1年ごとのずれ
86400秒/日（= 1日）÷ 26.821秒/年 = 3221.36（年）…… 1日のずれが生じる年数
以上のように、ユリウス暦では1日のずれが生じるまでに約128年しかかからなかったのに対して、グレゴリオ暦では同じく1日のずれが生じるまでに約3221年を要するまでに精度が高まった。
デイヴィッド・E・ダンカンによると、1997年時点では、1582年以来の誤差が累積して、すでに約2時間59分12秒だけ進んでいる。
なお、上記の計算は平均太陽年が不変であるとした場合のものである。実際には平均太陽年は100年（正確には1ユリウス世紀）ごとに0.532秒ずつ短くなっている（太陽年の項を参照）。このため、3221年後には、約17秒ほど平均太陽年が短くなっていることを考慮すると、グレゴリオ暦との1日のずれはもっと早い時点で起こることになる（太陽年#太陽年の変化、平均太陽年の計算式（英語版））。
また、春分日時の間隔に着目した誤差は歳差などの影響により上記の計算とは異なり、西暦2000年時点で7700年に1日、日本で明治改暦が行われた1873年の時点で7200年に1日となる。

## キリスト紀元とグレゴリオ暦の新年
月日を導く暦法そのものと年数を数える紀元（紀年法）は別の概念であるが、上述のように、グレゴリオ暦はその置閏法をキリスト紀元の年数に基づいて定めるものとして制定されているので、キリスト紀元と不可分一体の関係にある。ところで、キリスト紀元の正式名称は、グレゴリオ暦改暦勅書(Inter Gravissimas)末尾の日付にもある通り、"anno incarnationis dominicae" すなわち「主（イエス・キリスト）の受肉（受胎）から数えた年数」である。この点からすれば、キリスト紀元年を1つ繰り上げるべき日すなわち新年は、イエスが受胎した日すなわち受胎告知日の3月25日が正当となるはずである。実際、改暦直前のローマ教皇庁自身が、3月25日を年初とするユリウス暦を使用していた。しかしグレゴリオ暦は、ユリウス・カエサルがユリウス暦を制定した当時の新年すなわち1月1日をその年初とする方法を採用した。したがってグレゴリオ暦では常に1月1日にキリスト紀元年数が1つ増える。なお、グレゴリオ暦月日の年数として記されていても、ローマ教皇庁の公文書に記されていた教皇在位年数や、イギリスおよび英連邦王国諸国の公文書で近年まで使われていた国王在位年数(regnal year)などは、日本の元号と異なり即位日をもって年数が一つ増加する。

## 各国・各地域における導入
ユリウス暦と太陽年（実際の季節）とのずれは、13世紀の哲学者ロジャー・ベーコンが指摘してから300年もの間顧みられず、16世紀になって宗教上の問題が顕著になるまで放置された。このずれを修正し新たにグレゴリオ暦を制定した後も、それがローマ教皇による発令だったので、その導入時期は国・地域によってまちまちであった。カトリックの国は比較的早く導入したが、一方でそうでない国では宗派上の対立もあって、導入までに少なくとも100年以上かかった。正教会の大半は現在も改暦せずユリウス暦を使用し続けている。非キリスト教国においては、1873年の日本の明治改暦を皮切りに、徐々にグレゴリオ暦を導入する国家が増加していった。

### カトリック
グレゴリオ暦の制定後、実施日である1582年10月15日に即座にこの暦を導入したのは、カトリックを奉じるイタリア諸国、スペイン、スペインに併合されていたポルトガル、ポーランドである。フランスは2か月ほど遅れたものの、1582年中に導入を果たした。1583年には神聖ローマ帝国のカトリック諸邦で、1584年にはスイスのカトリック諸州で導入され、カトリック諸国の改暦は数年を経ずして完了した。

### プロテスタント
プロテスタント諸国は、グレゴリオ暦への改暦に消極的だった。その理由の一つとして、復活祭の日付の決定がある。自らの祭事の日付をカトリックが定めた暦によって決められることを嫌ったのである。しかし、ユリウス暦の日付がずれており、ずれた日付を基に祭日を決めることに問題があることは、プロテスタントの宗教家も認識はしていた。したがって、グレゴリオ暦はプロテスタントにも徐々に浸透した。
最も早くグレゴリオ暦を導入したのは、ドイツのプロテスタント諸国であった。1699年のレーゲンスブルク帝国議会において、日付の決定のみグレゴリオ暦を使用するが、復活祭の日付の計算にはプロテスタントのドイツ人天文学者ヨハネス・ケプラーが作成したルドルフ星表を使うということで妥協した。この暦は改良帝国暦と呼ばれた。しかし、ケプラーはグレゴリオ暦の方が優れていることを知っていたので、日付計算はすべてグレゴリオ暦で行っていた。このため、実質的には改良暦はグレゴリオ暦で計算するのとほぼ同じだった。この妥協はうまくいき、1700年に実施された際には隣国デンマークもこれに倣い、周辺のプロテスタント諸国も徐々にこれに追随していった。
1752年にはイギリスが帝国全域においてグレゴリオ暦を導入、1753年にはスウェーデンが独自暦だったスウェーデン暦を廃止してグレゴリオ暦に完全移行し、全てのプロテスタント諸国がグレゴリオ暦を導入することになった。

### 正教会
正教会が優勢な東欧では、導入までにより長い時間がかかった。16世紀に、コンスタンディヌーポリ全地総主教イェレミアス2世はグレゴリオ暦を否認し、他の正教会でもグレゴリオ暦を承認する教会はなかった。このことはブレスト合同が不完全なものに終わる結果にも影響があった。
グレゴリオ暦を使用するフィンランド正教会を除き、エルサレム総主教庁、グルジア正教会、ロシア正教会、セルビア正教会、日本正教会を含む正教会は、現在でもユリウス暦を使用している。
ロシアで最も強い影響力をもつロシア正教会は正教会に属しており、現在でもユリウス暦を使用している。同国で1917年グレゴリオ暦3月に起きた革命を「2月革命」、同11月に起きた革命を「10月革命」と呼称するのは、ロシア革命が起きた1918年までユリウス暦を使用していたからである。
ロシア革命後のコンスタンディヌーポリ教会が1923年に採用した暦は修正ユリウス暦（通称：ロシア暦/英語: Revised Julian calendar）と呼ばれるものであり、厳密にはグレゴリオ暦ではないが、グレゴリオ暦とユリウス暦の月日の修正が行われ、2800年までは二つの暦の間にずれが出ないようになっている。なお、2800年以降は再びずれが生じる。
現在ロシア国内では、正教会を除きグレゴリオ暦を使用している。したがって、ユリウス暦12月25日の降誕祭は、ロシアのカレンダーでは「1月7日」と表示されている。
他方、復活大祭の算出にはすべての正教会がユリウス暦を使用するので、復活祭およびそれに伴う祭日・斎日はフィンランド正教会以外の正教会が一致して祝っている。ただし、これはユダヤ教の祭日が決まった後でキリスト教の祭日を決定するという、初期のキリスト教の祭日決定法に従っているからであり、グレゴリオ暦を導入していないことによるものではない。ユダヤ教では1年の長さがユリウス暦とほぼ同じユダヤ暦を基準にして祭日を決定するので、正教会では完全にグレゴリオ暦に移行できないだけである。

### 東方諸教会
アルメニア使徒教会では、1923年以来グレゴリオ暦が採用されている。ただし、エルサレムのアルメニア総主教区に関しては例外的にユリウス暦を使用している。
シリア正教会においては地域により、あるいは各信徒内での伝統の差異により、ユリウス暦とグレゴリオ暦が併用されている。
コプト正教においてはグレゴリオ暦は採用されておらず、独自のコプト暦が用いられている。
アッシリア東方教会では1964年に当時のアッシリア総主教マル・エシャイ・シムン23世が行った宗教的改革の一環としてグレゴリオ暦が採用されている。ただしこの改革はすべての信徒に受け入れられた訳ではなく、改革に反対する信徒の一部は古代東方教会として分離独立している。

### 各国のグレゴリオ暦導入年月日
詳細なリストは、en:List of adoption dates of the Gregorian calendar by countryを参照。
- 1582年10月15日 - イタリア、スペイン（ポルトガルを含む）、サヴォイ公国、ポーランド・リトアニア共和国
- 1582年12月20日 - フランス王国 後に中断（フランス共和暦）
- 1583年1月1日 - ベルギー、オランダのカトリック諸邦
フランドルとベルギーの一部では、1582年12月21日の翌日（12月22日）を1583年1月1日とした。これは1582年のクリスマスを失ったことを意味する[23]。
- 1583〜1587年 - ドイツ、スイス、ハンガリーのカトリック諸都市
- 1700年3月1日 - ドイツのプロテスタント諸都市、デンマーク
- 1752年9月14日 - イギリス帝国（後のアメリカ合衆国など当時の植民地すべて）
- 1753年3月1日 - スウェーデン（フィンランドを含む）
- 1867年10月18日 - アラスカ
日付変更線がアラスカの東側から西側に移動されたため、金曜日が2回連続して繰り返された。
- 1873年（明治6年）1月1日 - 日本（明治改暦）
- 1896年（建陽元年）1月1日 - 大韓帝国
- 1912年（民国元年）1月1日 - 中華民国（建国とともに採用、同年2月12日の清朝滅亡とともに国内全域で正式な暦となる）
- 1918年2月14日 - ソビエト・ロシア（1929年10月1日にソビエト連邦暦に移行した）
- 1923年3月1日 - ギリシャ
- 1940年6月27日 - ソビエト連邦（1929年10月1日より採用されていたソビエト連邦暦から復帰した）
- 1941年 (2485タイ太陽暦年)- タイ王国
- 2016年春 - サウジアラビア[24]

## 問題点と改暦運動
グレゴリオ暦は、ユリウス暦に比べはるかに精度が高くなっているが、それでも上記の通り誤差は完全に解消されたわけではない。そもそも地球の自転周期と公転周期の比は整数の比になっていない以上、この誤差は必然的に生ずるものである。
また年初の日付が、天文学的な現象とは関係がない日付であることや、各月の日数が不規則であること、1年の日数が週の倍数になっていないため、暦日と曜日が一致しないことなどの問題点が指摘され、しばしば改暦運動が盛り上がった。こうした改暦運動で実施されたものは、1793年にフランスで施行されたフランス革命暦のみであるが、合理性に徹するあまりそれまでの週や七曜の廃止を行うなどして大混乱を招き、1806年にはグレゴリオ暦に復帰した。しかしその後も、世界暦への改暦提案などがしばしばなされている。